# Корчино
Ко́рчино (рос. Корчино) — село у складі Мамонтовського району Алтайського краю, Росія. Адміністративний центр Корчинської сільської ради.

## Населення
Населення — 1109 осіб (2010; 1281 у 2002).
Національний склад (станом на 2002 рік):
- росіяни — 95 %